# Mareda ferruginea
Mareda ferruginea är en fjärilsart som beskrevs av Walker 1855. Mareda ferruginea ingår i släktet Mareda och familjen snigelspinnare. Inga underarter finns listade i Catalogue of Life.